# 래클런 뷰캐넌
래클런 뷰캐넌(Lachlan Buchanan, 1990년 4월 25일 ~ )은 오스트레일리아의 배우이다.